# Stuibenfall
Stuibenfall je vodopád v Ötztalu u obce Umhausen v tyrolském okrese Imst. Vytvořil jej potok Horlachbach, který stéká ze Stubaiských Alp. Vodopád je vysoký 159 m a je tak nejvyšším vodopádem v Tyrolsku a čtvrtým nejvyšším v Rakousku.

## Název
Název vodopádu vznikl od oblaků vodní tříště a prachu, které se nad ním vznáší. Slovo "Stuiben" znamená prach.

## Geologický vývoj, vznik vodopádu
Vzniku vodopádu předcházel ústup mohutného ledovcového pole před 9800 lety. Následně docházelo k pomalému tání permafrostu a k uvolňování obrovských skalních bloků a sutě. Asi před 8000 lety došlo k sesuvu půdy z Köfels, kdy se přibližně 3 miliardy m³ hornin sesunuly ze západu do Horlachtalu, vytvořily takzvaný Tauferberg, přehradily Horlachbach a přesunuly jeho tok k severu. Voda si posléze prorazila cestu a vytvořil se vodopád. Obří skalní bloky dokládající tuto nejsilnější přírodní událost ve východních Alpách, která úplně změnila vzhled Ötztalu, jsou dobře viditelné podél turistické stezky mezi Umhausenem a Wiesle.

## Přístup
Vzhledem k tomu, že je vodopád nejvyšší v Tyrolsku, patří mezi hojně navštěvované lokality. Výchozím místem je placené parkoviště u Ötzi-Dorf na jižním okraji Umhausenu (1090 m). Podél levého břehu Horlachbachu vede turistická stezka s pěti vyhlídkovými plošinami. Alternativou je zajištěná cesta (klettersteig) obtížnosti C ve skalní stěně nad pravým břehem potoka, který v závěru vede po lanovém mostě přímo nad vodopádem.